# NGC 1810
NGC 1810 је расејано звездано јато у сазвежђу Златна риба које се налази на NGC листи објеката дубоког неба.
Деклинација објекта је - 66° 22' 55" а ректасцензија 5h 3m 23,3s. Привидна величина (магнитуда) објекта NGC 1810 износи 11,9. NGC 1810 је још познат и под ознакама ESO 85-SC35.